# Joachim Hämmerling

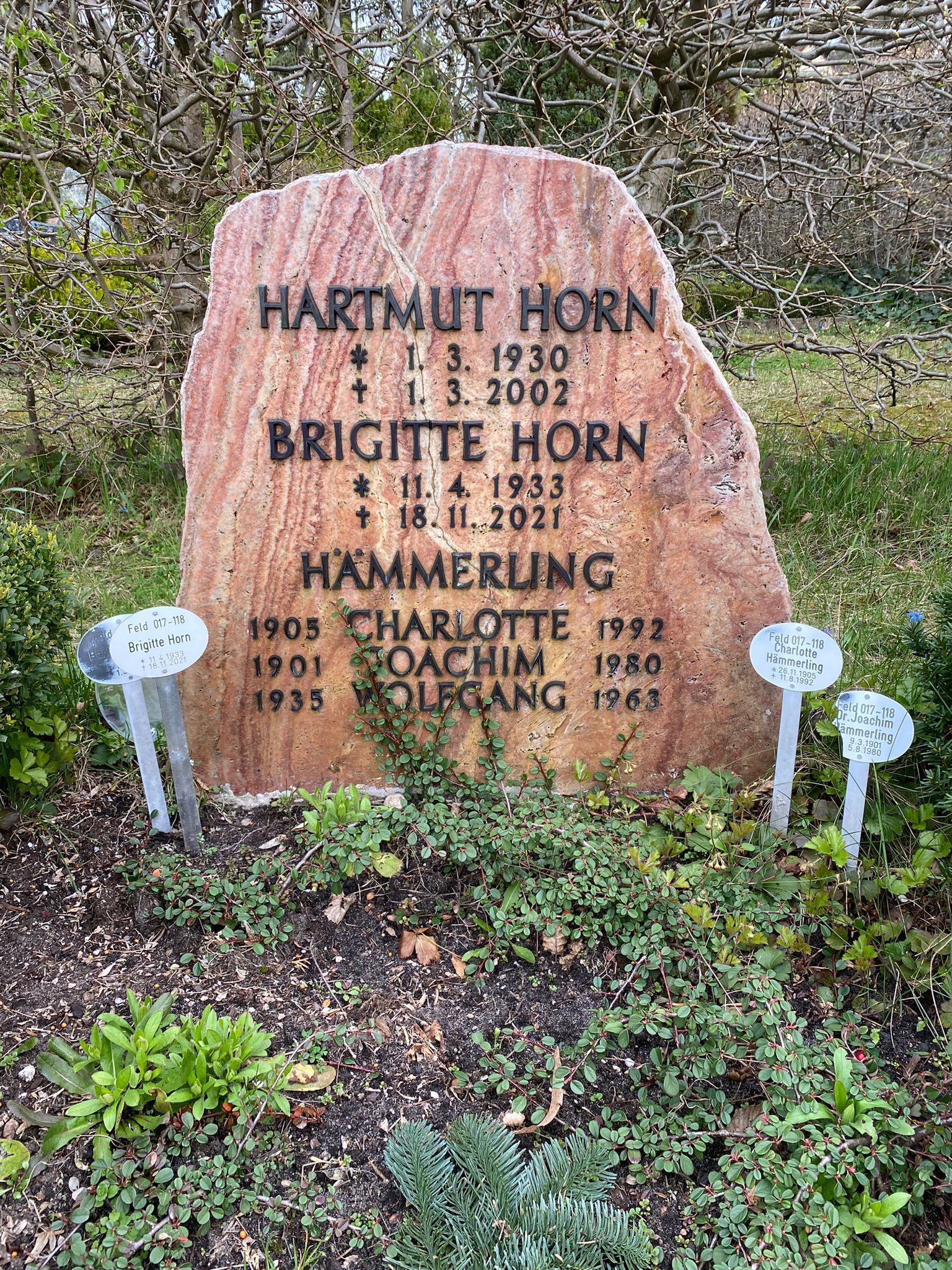
Grabstätte auf dem Friedhof Zehlendorf

Joachim August Wilhelm Hämmerling der 3. (* 9. März 1901 in Berlin; † 5. August 1980 in Wilhelmshaven) war ein deutscher Botaniker und Hochschulprofessor.

## Leben
Hämmerling studierte von 1920 bis 1924 Biologie an der Friedrich-Wilhelms-Universität Berlin, kurzzeitig auch an der Philipps-Universität Marburg. Seine Lehrer in Berlin waren Gottlieb Haberlandt (Botanik) und Max Hartmann (Zoologie). 1924 wurde er zum Dr. phil. promoviert. Von 1924 bis 1940 war Hämmerling zunächst wissenschaftlicher Assistent (bei Max Hartmann) am Kaiser-Wilhelm-Institut für Biologie in Berlin-Dahlem, ab 1931 Privatdozent.
1940 wurde er Direktor des Deutsch-Italienischen Instituts für Meeresbiologie Rovigno d’Istria, von 1942 bis 1945 war er außerplanmäßiger Professor für Meeresbiologie an der Universität Berlin. 1946 wurde er Leiter der Abteilung des Kaiser-Wilhelm-Instituts für Biologie in Langenargen am Bodensee. Von 1949 bis 1970 leitete Hämmerling als Direktor das Max-Planck-Institut für Meeresbiologie (ab 1968 für Zellbiologie) in Wilhelmshaven.
Hämmerling arbeitete unter anderem über die Schirmalge Acetabularia. Im Jahr 1970 wurde er zum Foreign Member der Royal Society gewählt.
Seine letzte Ruhestätte fand Joachim Hämmerling auf dem Friedhof Zehlendorf (Feld 017-118).